# 200 mètres nage libre féminin aux Jeux olympiques d'été de 2012
Navigation
Pékin 2008 Rio de Janeiro 2016
L'épreuve de 200 m nage libre femmes des Jeux olympiques d'été de 2012 aura lieu le 30 et le 31 juillet au London Aquatics Centre.

## Qualification
Pour participer à cette épreuve, les temps de qualification étaient de 1 min 58 s 33 pour le temps de qualification olympique (TQO) et de 2 min 02 s 47 pour le temps de sélection olympique (TSO) qui devaient être effectués entre le 1er mars 2011 et le 18 juin 2012. Un comité national olympique (CNO) pouvait inscrire 2 nageuses si elles faisaient le TQO et 1 nageuse si elle effectuait le TSO. Les CNO pouvaient inscrire des nageurs indépendamment du temps (1 nageur par sexe sur l'ensemble des épreuves) s'ils n'avaient pas de nageurs qui avaient réussi les temps de qualification nécessaires.

## Records
Avant cette compétition, les records dans cette discipline étaient les suivants :
| Record du monde  | 1 min 52 s 98 | Federica Pellegrini | Italie | 29 juillet 2009 | Rome (Italie) | ,     |
| Record olympique | 1 min 54 s 82 | Federica Pellegrini | Italie | 13 août 2008    | Pékin (Chine) | [ 3 ] |

## Médaillés
| Or              | Argent         | Bronze         |
| Allison Schmitt | Camille Muffat | Bronte Barratt |

## Résultats

### Finale (31 juillet au soir)
| Rang                                | Ligne | Nom                 | Nationalité     | Temps         | Notes |
| ----------------------------------- | ----- | ------------------- | --------------- | ------------- | ----- |
| Médaille d'or, Jeux olympiques      | 5     | Allison Schmitt     | États-Unis      | 1 min 53 s 61 | RO    |
| Médaille d'argent, Jeux olympiques  | 3     | Camille Muffat      | France          | 1 min 55 s 68 |       |
| Médaille de bronze, Jeux olympiques | 4     | Bronte Barratt      | Australie       | 1 min 55 s 81 |       |
| 4                                   | 8     | Missy Franklin      | États-Unis      | 1 min 55 s 82 |       |
| 5                                   | 6     | Federica Pellegrini | Italie          | 1 min 56 s 73 |       |
| 6                                   | 2     | Veronika Popova     | Russie          | 1 min 57 s 25 |       |
| 7                                   | 7     | Caitlin McClatchey  | Grande-Bretagne | 1 min 57 s 60 |       |
| 8                                   | 1     | Kylie Palmer        | Australie       | 1 min 57 s 68 |       |

Nota : À l'issue de cette finale, le record olympique est battu par Allison Schmitt.

### Demi-finales (30 juillet au soir)

#### Demi-finales 1
| Rang | Ligne | Nom             | Nationalité | Temps         | Notes |
| ---- | ----- | --------------- | ----------- | ------------- | ----- |
| 1    | 2     | Bronte Barratt  | Australie   | 1 min 56 s 08 | Q     |
| 2    | 4     | Allison Schmitt | États-Unis  | 1 min 56 s 15 | Q     |
| 3    | 3     | Camille Muffat  | France      | 1 min 56 s 18 | Q     |
| 3    | 5     | Veronika Popova | Russie      | 1 min 56 s 84 | Q     |
| 5    | 6     | Barbara Jardin  | Canada      | 1 min 57 s 91 |       |
| 6    | 1     | Sarah Sjöström  | Suède       | 1 min 58 s 12 |       |
| 7    | 7     | Sara Isakovic   | Slovénie    | 1 min 58 s 47 |       |
| 8    | 8     | Wang Shijia     | Chine       | 1 min 58 s 63 |       |

#### Demi-finales 2
| Rang | Ligne | Nom                  | Nationalité     | Temps         | Notes |
| ---- | ----- | -------------------- | --------------- | ------------- | ----- |
| 1    | 2     | Federica Pellegrini  | Italie          | 1 min 56 s 67 | Q     |
| 2    | 4     | Caitlin McClatchey   | Grande-Bretagne | 1 min 57 s 33 | Q     |
| 3    | 3     | Kylie Palmer         | Australie       | 1 min 57 s 44 | Q     |
| 3    | 5     | Missy Franklin       | États-Unis      | 1 min 57 s 57 | Q     |
| 5    | 6     | Melania Costa Schmid | Espagne         | 1 min 57 s 76 |       |
| 6    | 1     | Samantha Cheverton   | Canada          | 1 min 57 s 98 |       |
| 7    | 7     | Silke Lippok         | Allemagne       | 1 min 58 s 24 |       |
| 8    | 8     | Hanae Ito            | Japon           | 1 min 59 s 62 |       |

### Séries (30 juillet le matin)
| Rang | Série | Ligne | Nom                      | Nationalité     | Temps         | Notes |
| ---- | ----- | ----- | ------------------------ | --------------- | ------------- | ----- |
| 1    | 3     | 5     | Federica Pellegrini      | Italie          | 1 min 57 s 16 | Q     |
| 2    | 5     | 4     | Allison Schmitt          | États-Unis      | 1 min 57 s 33 | Q     |
| 3    | 3     | 4     | Missy Franklin           | États-Unis      | 1 min 57 s 62 | Q     |
| =4   | 3     | 3     | Veronika Popova          | Russie          | 1 min 57 s 79 | Q     |
| =4   | 5     | 7     | Melanie Costa Schmid     | Espagne         | 1 min 57 s 79 | Q     |
| 6    | 3     | 6     | Barbara Jardin           | Canada          | 1 min 57 s 92 | Q     |
| =7   | 5     | 5     | Sarah Sjöström           | Suède           | 1 min 58 s 03 | Q     |
| =7   | 4     | 2     | Caitlin McClatchey       | Grande-Bretagne | 1 min 58 s 03 | Q     |
| 9    | 3     | 7     | Samantha Cheverton       | Canada          | 1 min 58 s 11 | Q     |
| 10   | 4     | 3     | Bronte Barratt           | Australie       | 1 min 58 s 12 | Q     |
| 11   | 5     | 3     | Kylie Palmer             | Australie       | 1 min 58 s 16 | Q     |
| 12   | 4     | 4     | Camille Muffat           | France          | 1 min 58 s 49 | Q     |
| 13   | 5     | 6     | Silke Lippok             | Allemagne       | 1 min 58 s 59 | Q     |
| 14   | 4     | 6     | Wang Shijia              | Chine           | 1 min 58 s 73 | Q     |
| 15   | 4     | 1     | Hanae Ito                | Japon           | 1 min 58 s 93 | Q     |
| 16   | 5     | 1     | Sara Isakovič            | Slovénie        | 1 min 58 s 96 | Q     |
| 17   | 3     | 2     | Rebecca Turner           | Grande-Bretagne | 1 min 58 s 98 |       |
| 18   | 3     | 1     | Ophélie-Cyrielle Étienne | France          | 1 min 59 s 15 |       |
| 19   | 4     | 8     | Nina Rangelova           | Bulgarie        | 1 min 59 s 21 | RN    |
| 20   | 5     | 8     | Karin Prinsloo           | Afrique du Sud  | 1 min 59 s 24 |       |
| 21   | 4     | 7     | Song Wenyan              | Chine           | 1 min 59 s 47 |       |
| 22   | 5     | 2     | Ágnes Mutina             | Hongrie         | 1 min 59 s 56 |       |
| 23   | 3     | 8     | Sze Hang Yu              | Hong Kong       | 1 min 59 s 92 |       |
| 24   | 2     | 5     | Pernille Blume           | Danemark        | 2 min 00 s 91 |       |
| 25   | 2     | 6     | Camelia Potec            | Roumanie        | 2 min 01 s 15 |       |
| 26   | 2     | 2     | Liliana Ibanez           | Mexique         | 2 min 01 s 36 |       |
| 27   | 2     | 1     | Anna Stylianou           | Chypre          | 2 min 01 s 87 |       |
| 28   | 2     | 8     | Katarína Filová          | Slovaquie       | 2 min 02 s 03 |       |
| 29   | 2     | 4     | Jördis Steinegger        | Autriche        | 2 min 02 s 39 |       |
| 30   | 1     | 3     | Natthanan Junkrajang     | Thaïlande       | 2 min 02 s 49 |       |
| 31   | 1     | 5     | Danielle Villars         | Suisse          | 2 min 03 s 55 |       |
| 32   | 2     | 7     | Hanna-Maria Seppälä      | Finlande        | 2 min 04 s 21 |       |
| 33   | 1     | 4     | Baek Il-Joo              | Corée du Sud    | 2 min 04 s 32 |       |
| 34   | 1     | 6     | Heather Arseth           | Maurice         | 2 min 07 s 81 |       |
| 35   | 1     | 2     | Aurelie Fanchette        | Seychelles      | 2 min 23 s 49 |       |
|      | 2     | 3     | Grainne Murphy           | Irlande         | Pas au départ |       |
|      | 4     | 5     | Femke Heemskerk          | Pays-Bas        | Pas au départ |       |